# Falsificación de firmas

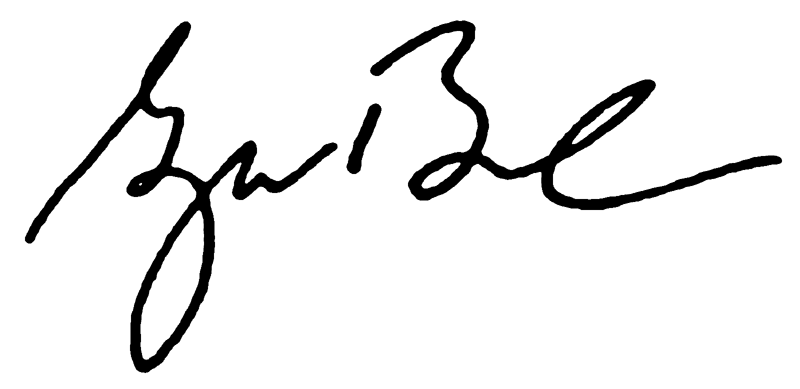
Firma de George W. Bush

La falsificación de firmas se refiere al acto de replicar fraudulentamente la firma de otra persona. 

## Métodos
Se pueden usar varios métodos diferentes para falsificar firmas. El método más usado es el «método a mano alzada», mediante el cual el falsificador, después de una práctica cuidadosa, replica la firma a mano alzada. Aunque es un método difícil de perfeccionar, a menudo produce los resultados más convincentes.
Otro método es el «método del calqueo», la hoja de papel que contiene la firma original se coloca encima del papel donde se requiere la falsificación. La firma se remonta, apareciendo como una pequeña muesca en la hoja de papel colocada abajo. Estas líneas se puede utilizar como una guía para una firma.

## Detección
Una serie de características pueden sugerir a un examinador que una firma ha sido falsificada, principalmente debido a que el falsificador se centra en la precisión en lugar de la fluidez. Estos incluyen:
- Escritura temblorosa
- Pluma levanta
- Signos de retoque.
- Proporciones de letras
- Muy cercana similitud entre dos o más firmas.